# 菅澤庸子
菅澤 庸子（すがさわ ようこ）は、日本の歴史学者、財団法人世界人権問題研究センター研究員。専門は日朝関係史。

## 経歴
1987年京都女子大学文学部東洋史学科日本史専攻卒業。1989年京都女子大学大学院文学研究科日本史卒業。
1990年 - 1992年京都市歴史資料館京都市史編纂助手、1992年 - 1993年釜山外国語大学校講師、1998年 - 1999年京都教育大学非常勤講師、世界人権問題研究センター研究員。

## 論文
- 「平安初期における蝦夷の『帰化』-『俘囚』身分の固定をめぐって-」（『世界人権問題研究センター研究紀要』18号、2013年3月31日）
- 「律令制下の王権と礼楽」（『世界人権問題研究センター研究紀要』10号、2005年3月15日）
- 「『新撰姓氏録』における姓意識と渡来系氏族」（『史窓』58号、2001年3月10日）
- 「八世紀における新来渡来人の改賜姓について」（『世界人権問題研究センター研究紀要』4号、1999年3月15日）
- 「古代日本における高麗の残像-渤海・背奈王氏を通して-」（『史窓』47号、1990年3月26日）